# Taphrocampa annulosa
Taphrocampa annulosa är en hjuldjursart som beskrevs av Gosse 1851. Taphrocampa annulosa ingår i släktet Taphrocampa och familjen Notommatidae. Arten är reproducerande i Sverige. Inga underarter finns listade i Catalogue of Life.